# Eucalyptus diversicolor
Eucalyptus diversicolor o "karri" es un eucalipto nativo de las regiones más húmedas del suroeste de Australia Occidental. Un ejemplar de esta especie, presente en el Bosque del Valle de Cañas, a algunos kilómetros de Coímbra (Portugal), tiene el título de árbol más alto de Europa, con 73 metros de altura.

## Descripción
El árbol crece hasta 90 metros, siendo una de las más altas especies en el mundo. Tiene la corteza blanca a color crema que cambia a café conforme madura y después la deja desprender. Mientras se muda la corteza el tronco predominantemente blanco adquiere una pátina de colores desde el blanco pasando por el gris hasta el café. Es en este efecto por lo cual el nombre botánico se deriva. El tronco se extiende recto sin troncos secundarios: ocasionalmente un tronco gemelo crece dande dos troncos del mismo diámetro desde la etapa de plantón. En los árboles maduros las ramas solo se presentan en el tercio de la parte superior. Las hojas son verde oscuro en el haz y más claras en el envés, y crecen hasta una longitud de 90-120 mm y 20-30 mm de ancho. Las flores aparecen en grupos de siete, cada flor 18-28 mm de diámetro. Las flores son de color crema. Florece en primavera y verano, y la floración es estimulada después del fuego. Los frutos tienen forma de barrilito rechoncho, 7-10 mm de largo y 10-15 mm de ancho, conteniendo numerosas semillas secas.

## Ecología
El suelo en el cual el karri crece es con frecuencia pobre, y el árbol tiende a florecer después de algún incendio para tomar ventaja de los nutrientes liberados por la combustión de la materia vegetal del bosque. El suelo es clasificado como marga de karri. Aun siendo bajo en algunos nutrientes minoritarios es admirado por su profundidad y propiedades favorecedoras de pastura. La profundidad del suelo es de varios metros y se cree que se crea primariamente por la corteza mudada por el árbol, la cual se amontona en la base del tronco hasta una profundidad per encima de seis metros en los árboles maduros. El karri sostiene un ecosistema el cual está conectado a los afloramientos de granito del suroeste y los muchos subsecuentes arroyos y ríos creados por sus salientes. El karri generalmente es dominante en los profundos valles entre los afloramientos de granito cerca de los arroyos y ríos.

## Distribución
El karri solo crece dentro de zonas de alta lluvia de la Provincia Botánica del Suroeste de Australia de Australia Occidental. Se desarrolla  mayormente en la región biogegráfica Warren, pero hay algunas poblaciones alejadas, de las cuales la más notable está en el Parque Nacional de Porongurup.

## Usos

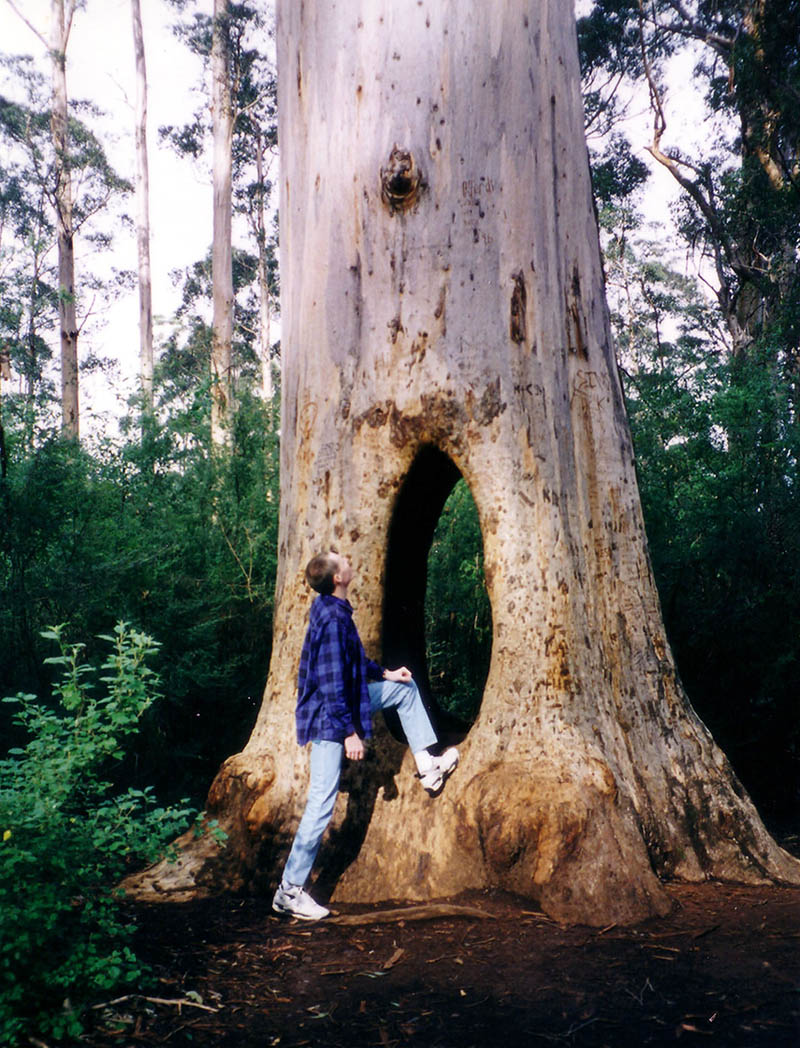
"Walk Through Karri" atracción turística, Beedelup National Park.

La madera del karri tiene un hermoso color caoba, más clara que el jarrah. Se le usa extensivamente en la industria de la construcción, particularmente en techos y debido a la longitud y naturaleza ininterrumpida libre de nudos del tronco. Tiene la reputación de ser susceptible a las termitas, sin embargo no es en ninguna parte tan sensible a esos insectos como el pino. También es una excelente madera para mueblería. La miel de karri es ampliamente solicitada por su color claro y delicado sabor. El turismo en esta área es también ayudado por el karri.

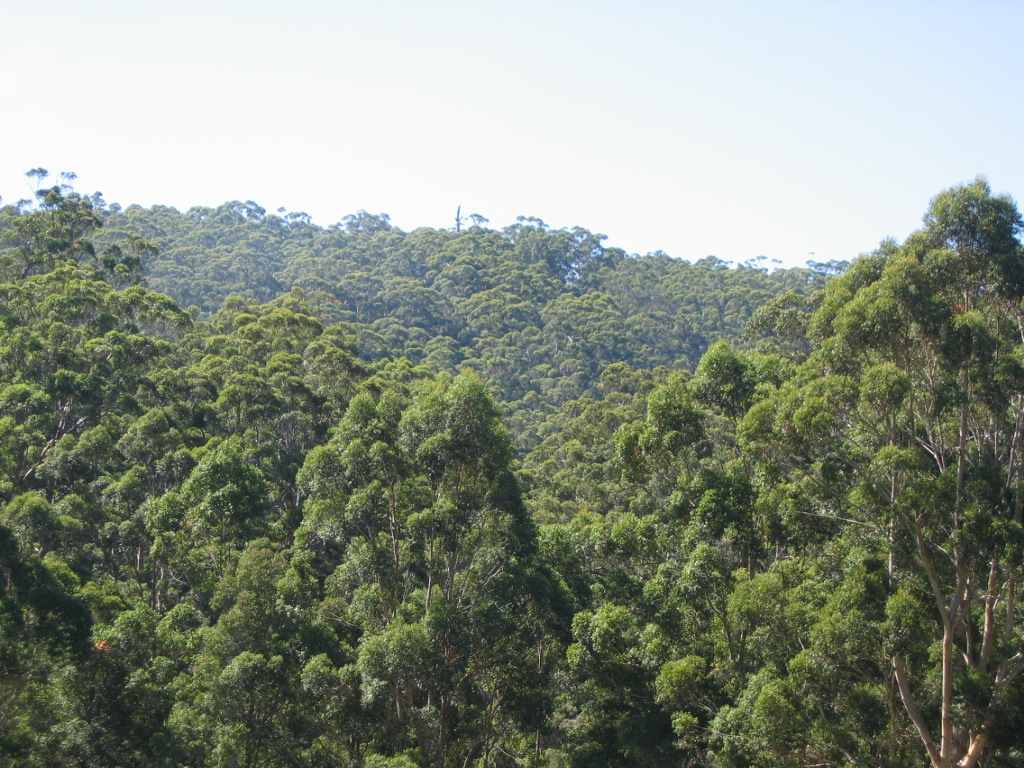
En su hábitat

## Taxonomía
Eucalyptus diversicolor fue descrita por Mueller y publicado en Fragmenta Phytographiæ Australiæ 3(fasc. 22): 131–132. 1863.
Etimología
Eucalyptus: nombre genérico que proviene del griego antiguo: eû = "bien, justamente" y kalyptós = "cubierto, que recubre". En Eucalyptus L'Hér., los pétalos, soldados entre sí y a veces también con los sépalos, forman parte del opérculo, perfectamente ajustado al hipanto, que se desprende a la hora de la floración.
diversicolor: epíteto latíno que significa "con diversos colores".
 Sinonimia
- Eucalyptus colossea F.Muell., Fragm. 7: 42 (1869).[4]